# Стињано (Фођа)
Стињано (итал. Stignano) је насеље у Италији у округу Фођа, региону Апулија.
Према процени из 2011. у насељу је живело 15 становника. Насеље се налази на надморској висини од 267 м.